# ピピロッティ・リスト
ピピロッティ・リスト（Pipilotti Rist、本名Elisabeth Charlotte Rist, 1962年6月21日 - ）は、スイス出身のビデオ・アーティスト。チューリッヒとロサンゼルスで暮らし、かつ作品を制作している。

## 経歴
リストはザンクト・ガレン州グラブス（Grabs）で生まれた。幼い頃から「ピピロッティ」と呼ばれていた。アストリッド・リンドグレーンの小説『長くつ下のピッピ』からつけられた愛称だった。ウィーン応用芸術大学に1986年まで学び、それから1年間、バーゼル造形学校でビデオを学んだ。
学生だった時に、リストはスーパー8フィルム（Super 8 mm film）で映画を撮りだした。大抵の作品は2、3分と短く、色・速度・音が変調されていた。扱うテーマは主に、ジェンダー、性、人体だった。
1997年、ヴェネツィア・ビエンナーレでリストの作品が初めて公開され、そこでプレミオ2000賞を受賞した。
1988年から1994年までリストはミュージック・バンド&パフォーマンス・グループ「Les Reines Prochaines」のメンバーでもあった。
2002年から2003年まで、ポール・マッカーシー（Paul McCarthy）教授に客員教授としてカリフォルニア大学ロサンゼルス校（UCLA）に招かれた。
2009年 初の劇場映画『ポパーミンタ』が一般公開。
リストは配偶者のBalz Rothと暮らしていて、二人の間にはHimalayaという名前の息子がいる。
2021年、京都国立近代美術館で日本では初めての個展となる「Your Eye Is My Island －あなたの眼はわたしの島－」を開催

## 作品
多くのコンセプチュアル・アーティストと対照的に、リストのカラフルかつ音楽的な作品は幸福と単純さの感覚を伝える。リストの作品をフェミニズムと見なす美術評論家もいる。リストの作品展は世界中の主要な美術館で開催されている。
『I'm Not The Girl Who Misses Much』（1986年）の中で、黒いドレスを着たリストはカメラの前で胸を露わにして踊る。画像はほとんどモノクロームかつファジーである。それからリストはジョン・レノンの曲『ハッピネス・イズ・ア・ウォーム・ガン』の最初の1行を繰り返し歌う。画像は徐々に青く、ますますファジーになり、そして音楽が止む。
『Pickelporno』（1992年）でリストは悪評を得る。この映画は女性の肉体と性的な励起についての映画だった。魚眼レンズが男女の体を舐め回るように動く。画像はどぎつい色彩に満たされ、同時に奇妙で、官能的で、曖昧である。
『Ever is Over All』（1997年）では、若い女性が花(クニフォフィア)の形をした巨大なハンマーで駐車中の車の窓を叩き割りながら、スローモーションで通りを歩く。途中警官が彼女に挨拶する。このクリップはニューヨークのニューヨーク近代美術館、また京都国立近代美術館に購入され収蔵されている。
『Open My Glade』というタイトルをつけられた16のビデオ・セグメンツは、1980年に創設された「Messages to the Public」プログラムのプロジェクトとして、ニューヨークのタイムズスクエアのスクリーンに毎時きっかりに上映された。

## 作品リスト
スーパー8、ビデオ、video installations。
- St. Marxer Friedhof（1984年、4分）
- Das Gute（1986年、9分）
- I'm Not The Girl Who Misses Much（1986年、7分45秒）
- Sexy Sad I（1987年、4分36秒）Link
- (Entlastungen) Pipilottis Fehler（1988年、11分10秒）Link
- Japsen（1988年、12分。Muda Mathisと共同）
- Die Tempodrosslerin saust（1989年、14分。Muda Mathisと共同）
- You Called Me Jacky（1990年、4分）Link
- Pickelporno（1992年、12分）Link Link 2
- Als der Bruder meiner Mutter geboren wurde, duftete es nach wilden Birnenblüten vor dem braungebrannten Sims（1992年、4分）Link
- Blue Bodily Lettre（1992年）
- Blutclip（1993年、2分50秒）Link
- Selbstlos im Lavabad（1994年）
- I'm a Victim Of This Song（1995年、5分）
- Sip My Ocean（1996年、8分）
- Ever Is Over All（1997年）
- Remake of the Weekend（1998年）Link
- Regenfrau（1999年）
- Extremities（1999年）
- Vorstadthirn（1999年）
- Open My Glade（2000年、1分）Link
- Himalaya's Sister's Living Room（2000年）
- Closet Circuit（2000年）
- The Belly Button Like a Village Square（2001年）
- Fliederstrudel (Fünf Uhr)（2001年）
- Related Legs（2001年）Link
- Herbstzeitlose（2004年）
- Homo sapiens sapiens（2005年）Gry Bay homepage with clip

### 出版物
- Himalaya, Pipilotti Rist 50 kg（1998年）CD『we can't』を収録。Oktagon Verlag: Cologne. ISBN 3-89611-072-1
- Remake of the Weekend（1998年）CDを収録。. Oktagon: Cologne. ISBN 3-89611-046-2
- Pipilotti Rist（2001年）With contributions by Peggy Phelan, Hans Ulrich Obrist, Elisabeth Bronfen. Phaidon: London. ISBN 0-7148-3965-5
- Apricots Along The Street（2001年）Scalo: Zurich/Berlin/New York, ISBN 3-908247-50-0
- Jestem swoja wlasna obca swinia (Ich bin mein eigenes fremdes Schwein/I am my own foreign pig).（2004年）with Birgit Kempker. Centre for Contemporary Art/Centrum Sztuki Współczesnej: Warsaw. ISBN 83-88277-13-8

## 受賞歴
- 1988年 – ケルン女性国際映画祭（Feminale）
- 1991年 – Swiss Federal Arts Scholarship
- 1994年 – ザンクト・ガレン、Manor-Prize
- 1994年 – スイス銀行コーポレイション、ビデオ・アート賞
- 1995年 – ドイツ学術交流会（DAAD）スカラシップ
- 1997年 – ヴェネツィア・ビエンナーレ、プレミオ2000
- 1998年 – ヒューゴ・ボス賞（Hugo Boss Prize）ノミネート
- 1999年 – Wolfgang-Hahn-Preis
- 2001年 – チューリッヒ市芸術賞
- 2004年 – 01 award und Honorary Professorship of the Universität der Künste, Berlin

### ビデオ
- Compilation of 14 videos at UbuWeb
- Works available at pipilottirist.net
- Objekt: Der TV-Lüster (1993)
- telemaquetime.free.fr: Many still images
- newmedia-art.org - Various works (Real Video, QuickTime)
- Rist gives a tour through SFMOMA's exhibit
- Pipilotti Rist at the Goetz Collection, ZKM (QuickTime)

### インタビュー
- Interview on kfunigraz.ac.at (German)
- Interview in Jungle World, 15. April 1998  (German)
- Interview in Afterimages 11/2000
- Interview in Art Journal, Winter 2000
- Interview in Die Weltwoche 5/2004 (German)
- Interview in Contemporary, May 2007